# Clase Allende
La Clase Allende es el nombre de fragatas antisubmarinos utilizados por la Armada de México. Las fragatas de la clase Allende son ex fragatas de la clase Knox que fueron comprados en 1997. Forman la flota del Golfo de México de la Armada de México. Se utilizan para tareas de antisubmarinos y patrullaje en alta mar. Esto es porque las armas se reducen a una sola 127 mm Mk 42 DP y cuatro lanzadores fijos de torpedos ASW. La guerra antisubmarina también se reduce y consisten en una sola arma AN/SPG-53 y un MK 114 ASW de sistema de control de incendios para torpedos ASW de 324 mm. Todos los cascos tienen ASROC Mk 16 montados, las fragatas clase Allende puede operar un helicóptero a bordo (MBB Bo 105).

## Buques
- ARM Allende (F-211) (1997), ex USS STEIN (FF-1065)
- ARM Abasolo (F-212) (1997), ex USS Marvin Shields (FF-1066),
- ARM Victoria (F-213) (2000), ex USS Pharris (FF-1094),
- ARM Mina (F-214) (2002), ex USS Whipple (FF-1062),